# Centro Desportivo e Cultural de Navais
O Centro Desportivo e Cultural de Navais (CDC Navais) é um clube desportivo que se dedica à pratica de várias modalidades desportivas.
Está sediado na freguesia de Aguçadoura e Navais, município da Póvoa de Varzim.

## Palmarés nociclismo

### 2014
Campeonato nacional de BTT XCR:
- Campeão nacional

Campeonato nacional de BTT XCO:
- Campeão nacional de elites femininos, por Joana Barbosa

### 2013
Campeonato nacional de BTT XCR:
- Campeão nacional [1]

Campeonato nacional de BTT XCO:
- Campeão nacional de elites femininos, por Joana Barbosa [2]

Campeonato nacional de contra-relógio:
- Campeão nacional de juniores femininos, por Marisa Santos [3]

Campeonato nacional de pista
- Campeão nacional de juniores femininos, em "perseguição individual", por Marisa Santos [4]

- Campeão nacional de juniores femininos, em "corrida por pontos", por Marisa Santos [4]

Taça de Portugal de BTT XCO:
- Vencedor da taça de Portugal de elites femininos, por Joana Barbosa

### 2012
Campeonato nacional de contra-relógio:
- Campeão nacional de juniores femininos, por Marisa Santos [5]